# Konkurrencen
Konkurrencen er en dansk stumfilm fra år 1919, der er instrueret af Robert Dinesen efter manuskript af Agnete von Prangen.

## Handling
Denne artikel mangler et handlingsreferat. Hjælp os med at skrive det.

## Medvirkende
- Agnete von Prangen - Inga Friis, ung enkefrue
- Frederik Jacobsen - Professor Holm, Ingas onkel
- Carl Lauritzen - Ørnfeldt, minister
- Alma Hinding - Gerd, Ørnfeldts datter
- Robert Dinesen - Vagn Martens, læge
- Aage Hertel - Dr. Otto
- Erik Holberg - Erik Palmer, fuldmægtig i ministeriet
- Axel Boesen
- Peter Jørgensen
- Franz Skondrup
- Ebba Lorentzen